# کلیسا
واژه کلیسا (به یونانی: εκκλησία) به گردهمایی و اجتماع انسان‌هایی که با یک‌دیگر جمع شده‌اند و عقاید مذهبی مشترکی دارند، اشاره می‌کند اما در اصطلاح به مکان عبادت مسیحیان یا جامعه مذهبی مسیحی گفته می‌شود. کلیسای کاتولیک رم، کلیسای ارتدکس روسی و کلیسای انگلستان دارای نظام اسقفی هستند که در آن اختیارات کلیسا در دست اسقفها و روحانیون است. در کلیساهای جماعتی، مرجع نهایی تصمیم‌گیری در کلیسا جماعت محلی است. در کلیساهای مشایخی سیستم اداره کلیسا از طرف جماعت محلی به هیئت رهبران یا مشایخ واگذار می‌گردد و تصمیمات از طریق پارلمان و شورا اتخاذ می‌شود.
کلیسای سن پتر در واتیکان، کلیسای سامبا در تفلیس، پایتخت گرجستان دومین کلیسای بزرگ جهان، کلیسای جامع سنت جان در نیویورک و کلیسای باسیلیسیا در ساحل عاج از بزرگ‌ترین کلیساهای جهان هستند. ایاصوفیه در استانبول کنونی در سال ۵۳۷ بزرگ‌ترین کلیسای جهان به‌شمار می‌رفت.

## کلیسا در ایران
با توجه به همزیستی باستانی مسیحیان و مسلمانان در ایران، کلیساهای متعددی نیز در خاک ایران بنا شده‌است. قدیمیترین کلیسای ایران کلیسای ننه‌مریم یا کلیسای مریم مقدس در ارومیه است. برخی از تاریخ‌شناسان این کلیسا را دومین کلیسای بزرگ جهان پس از کلیسای «بیت‌لحم» فلسطین می‌دانند. کلیسای «ننه‌مریم» نه نیمکت دارد و نه جای‌گاهی برای اعتراف و وعظ کشیش. در ورودی به صحن، کم‌ارتفاع است. به نحوی که هنگام ورود بایستی سر خود را به پایین خم کرد.

## نگارخانه

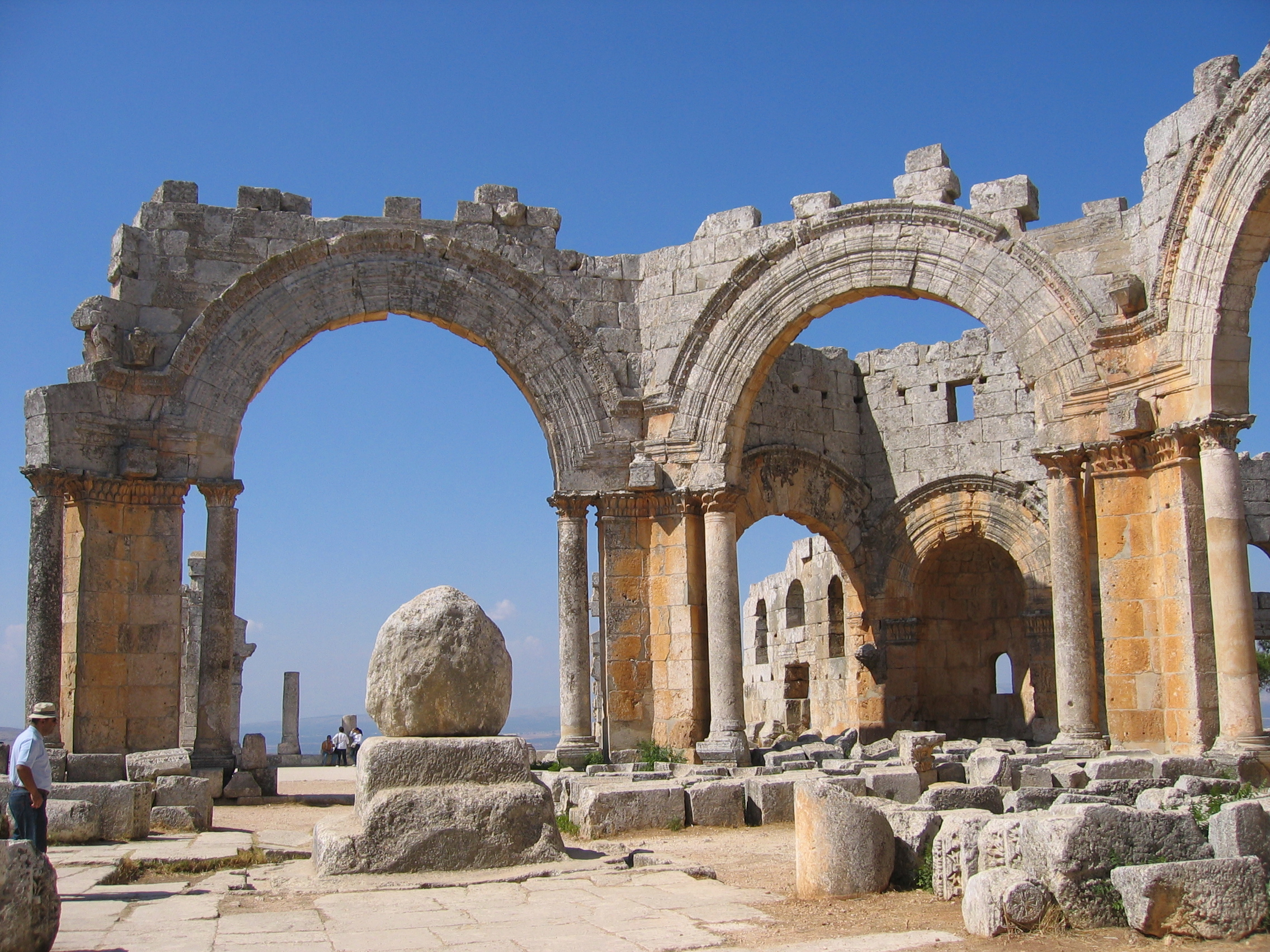
کلیسای شمعون در شهر حلب در سوریه از قدیمی‌ترین کلیساهای جهان است.
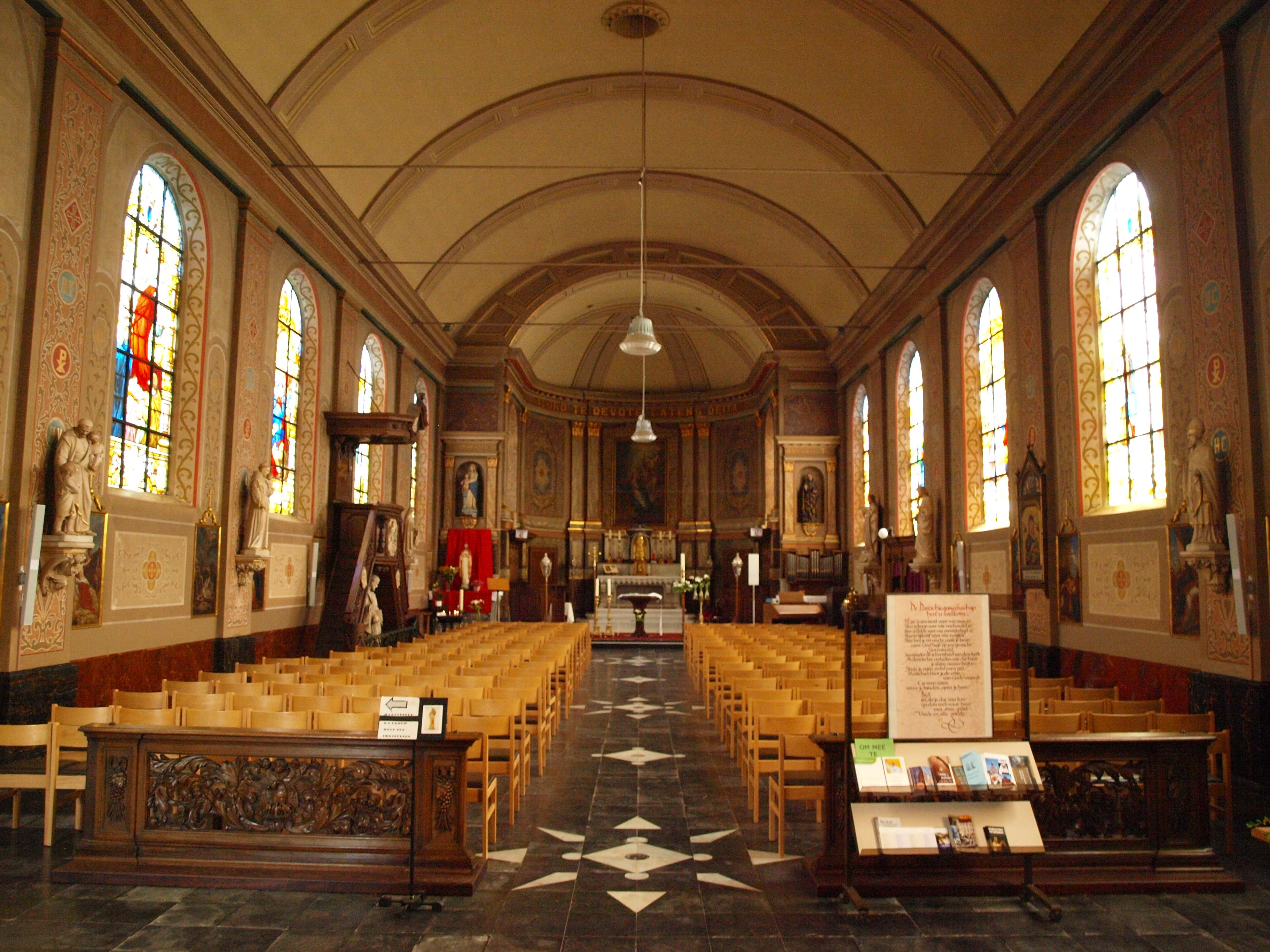
نمای داخلی یک کلیسا در بلژیک
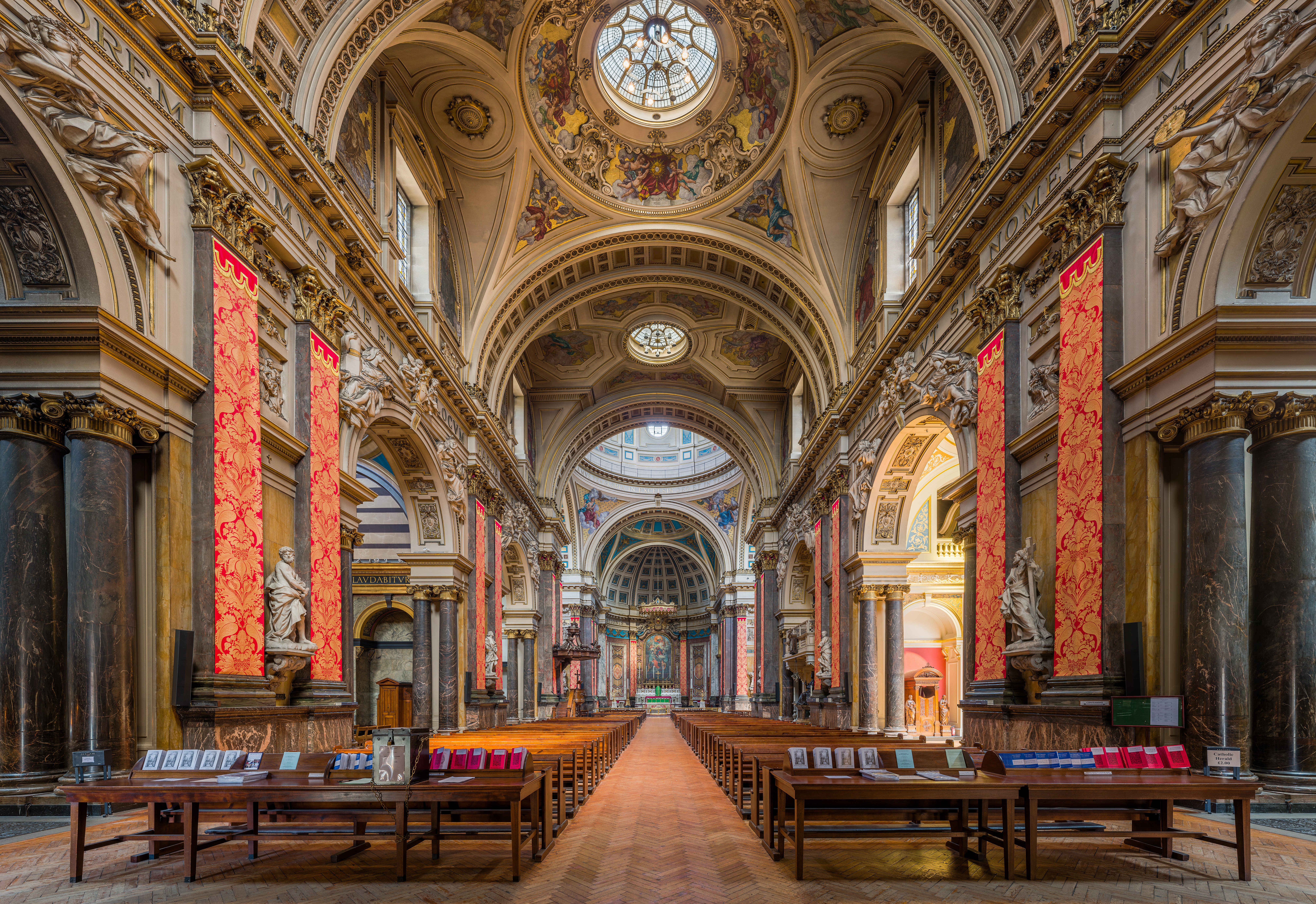
سالن شبستان کلیسایی در لندن
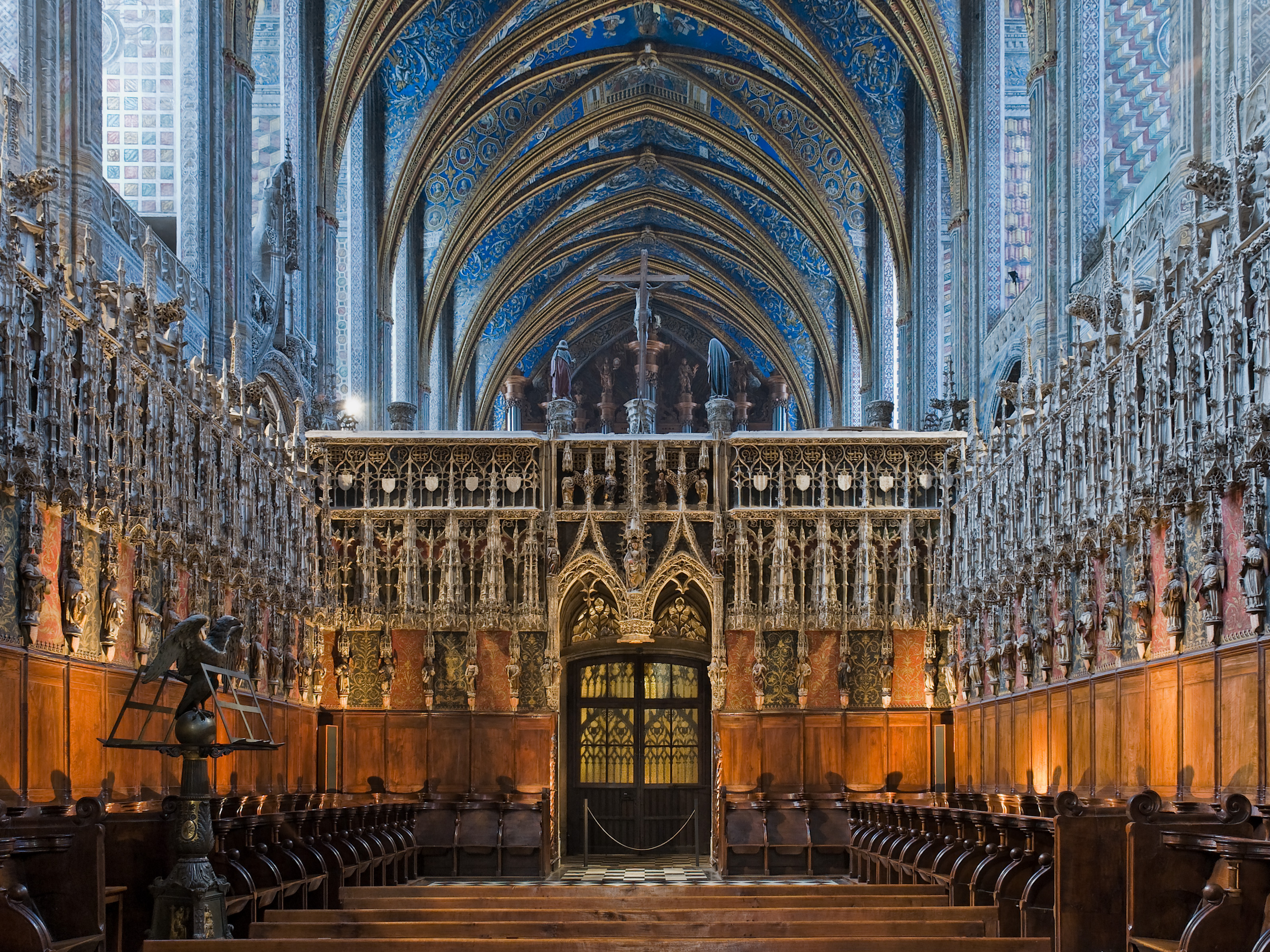
معماری داخلی یک کلیسا
کلیسا سنت نینو در تفلیس گرجستان
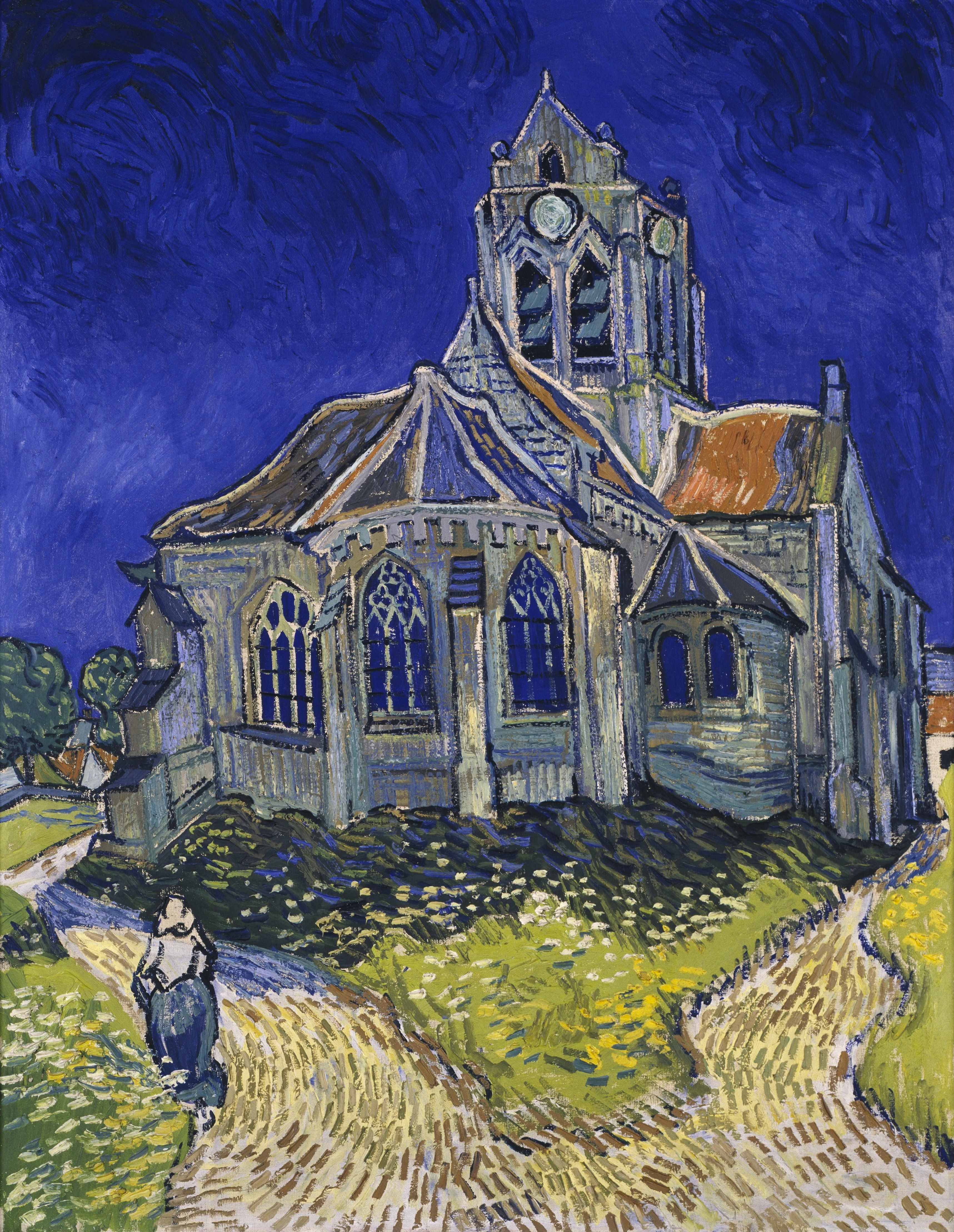
کلیسای اوور اثر ونسان ون گوگ